# Gebhard Poltera
Gebhard Poltera (né le 14 décembre 1923 à Arosa en Suisse, mort le 11 novembre 2008, dans la même ville) est un joueur professionnel suisse de hockey sur glace.

## Carrière
Gebhard Poltera fait toute sa carrière au HC Arosa. Il rentre dans l'équipe élite en 1939 à l'âge de 16 ans. Il remporte le championnat de Suisse sept fois consécutives de 1951 à 1957. Il met fin à sa carrière en 1965 à cause d'une fracture de la main.
Gebhard Poltera a 108 sélections avec l'équipe de Suisse et marque 98 buts. Il participe aux Jeux olympiques de 1948, où la Suisse à domicile prend la médaille de bronze,, puis aux Jeux olympiques de 1952 à Oslo. Il participe six fois au Championnat du monde de hockey sur glace, notamment en 1950  quand la Suisse prend la médaille de bronze. Il est aussi champion d'Europe en 1950.
Après la fin de sa carrière, il est entraîneur du HC Arosa pendant deux ans puis se tourne vers la décoration d'intérieur.

## Famille
Gebhard Poltera est le frère d'Ulrich Poltera,, et le cousin de Hans-Martin Trepp,,. Ensemble ils forment une ligne à Arosa.